# اریک پارلویت
اریک پارلویت (انگلیسی: Erik Parlevliet; ۸ ژوئن ۱۹۶۴ – ۲۲ ژوئن ۲۰۰۷) بازیکن هاکی روی چمن اهل پادشاهی هلند بود.